# Fessia bisotunensis
Fessia bisotunensis là một loài thực vật có hoa trong họ Măng tây. Loài này được (Speta) Speta mô tả khoa học đầu tiên năm 1998.